# El Crous (Sant Feliu de Pallerols)
El Crous és una masia a poc més d'un km al nord-oest del nucli de Sant Feliu de Pallerols (la Garrotxa) catalogada a l'Inventari del Patrimoni Arquitectònic de Catalunya. L'any 1087 era anomenat el "Crosos", segons consta a un document: "Donat a Gisfrit l'aloer de el Crosos". La restauració del segle xviii es dona en una època de prosperitat agrícola.
Edifici civil orientat al sud. Teulada a dues vessants. A mà esquerra hi ha una era i una cabana. La casa és de forma allargada i amb un petit contrafort. Un cos adossat a mà dreta forma una eixida. A la part del davant i formant un cos totalment independent hi ha les corts. El material constructiu és pobre i típic de la comarca, margues i pedra volcànica.